# Tân Thịnh, Định Hóa
Tân Thịnh là một xã thuộc huyện Định Hóa, tỉnh Thái Nguyên, Việt Nam.

## Địa lý
Tân Thịnh là xã cực đông của huyện Định Hóa, có vị trí địa lý:
- Phía đông giáp tỉnh Bắc Kạn
- Phía tây giáp xã Kim Phượng và xã Lam Vỹ
- Phía nam giáp huyện Phú Lương và xã Tân Dương
- Phía bắc giáp tỉnh Bắc Kạn.

Xã Tân Thịnh có diện tích 57,00 km², năm 1999 dân số là 4.067 người, mật độ dân số là 71 người/km².
Xã Tân Thịnh hơn 20 cây chò chỉ có tuổi hàng trăm năm, chiều cao trên 30m, chu vi hơn 1m.

## Lịch sử
Sau năm 1975, Tân Thịnh là một xã thuộc huyện Định Hóa.
Đến năm 2019, xã Tân Thịnh được chia thành 22 xóm: Khuổi Lừa, Nà Chúa, Làng Dạ, Nà Lèo, Làng Lải, Làng Quàn, Làng Đúc, Làng Ngõa, Thịnh Mỹ 1, Thịnh Mỹ 2, Thịnh Mỹ 3, Thâm Yên, Khau Lang, Pác Cập, Bản Pán, Bản Màn, Đồng Khiếu, Đồng Tốc, Đồng Vang, Đồng Muồng, Hát Mấy, Đồng Đình.
Ngày 11 tháng 12 năm 2019, sáp nhập xóm Nà Chúa vào xóm Khuổi Lừa, sáp nhập hai xóm Nà Lèo và Làng Lải vào xóm Làng Dạ, sáp nhập xóm Làng Quàn vào xóm Làng Đúc, sáp nhập ba xóm Thịnh Mỹ 1, Thịnh Mỹ 2, Thịnh Mỹ 3 thành xóm Thịnh Mỹ, sáp nhập xóm Thâm Yên vào xóm Làng Ngõa, sáp nhập hai xóm Pác Cập và Bản Pán vào xóm Khau Lang, sáp nhập xóm Đồng Vang vào xóm Bản Màn, sáp nhập xóm Đồng Khiếu vào xóm Đồng Tốc, sáp nhập hai xóm Hát Mấy và Đồng Đình vào xóm Đồng Muồng.

## Hành chính
Xã Tân Thịnh được chia thành 9 xóm: Bản Màn, Đồng Muồng, Đồng Tốc, Khau Lang, Khuổi Lừa, Làng Dạ, Làng Đúc, Làng Ngõa, Thịnh Mỹ.